# Manuel Raventós i Domènech
Manuel Raventós i Domènech (Sant Sadurní d'Anoia, 8 de setembre de 1862 - Barcelona, 10 de gener de 1930) fou un empresari i polític català, diputat a les Corts Espanyoles durant la restauració borbònica.

## Biografia
Fill de Josep Raventós i Fatjó (1824-1885) i Teresa Domènech i Vinyals. Propietari de can Codorniu, va ser el gran impulsor de l'elaboració de cava a la vila, una tasca iniciada pel seu pare, Josep Raventós i Fatjó, l'any 1872. Va participar en la fundació de les revistes Resumen de agricultura i L'àpat i va col·laborar, entre d'altres, a La Comarca del Noya, La Veu de Catalunya i El Poble Català i va ser tresorer del Congrés Vitícola del 1898, que es va celebrar a Can Guineu, la casa pairal de Marc Mir i Capella. Va publicar diversos llibrets i opuscles sobre temes vinícoles i després de la seva mort es publicà Flors i violes, recull de les seves glosses i meditacions.
A les eleccions generals espanyoles de 1907 va ser elegit diputat a Corts pel districte Valls-Montblanc en la candidatura de Solidaritat Catalana. Entre els nombrosos càrrecs que va ocupar hi ha els de president de la Federació Agrícola Catalano-Balear (1903-1904), de l'Institut Agrícola Català de Sant Isidre (1907-1911) i el de director de l'Escola Superior d'Agricultura de la Diputació de Barcelona (1911). El 1914, va adquirir 3.200 hectàrees de terres ermes a Raimat i les convertiria en un cas únic de colonització agrària a l'Europa del segle xx. Avui, amb 1.700 hectàrees, és el cultiu de vinya més gran d'Europa d'un sol propietari.
Manuel Raventós va fer part del grup d'importants propietaris anomenats irònicament els Set Savis de Grècia que van dirigir la lluita contra la fil·loxera i les seves conseqüències, quan a les acaballes del segle xix aquesta plaga va arruïnar la viticultura penedesenca, catalana i espanyola.
Les reunions per decidir com havien d'actuar davant la fil·loxera es feien a Can Guineu, la casa pairal de Marc Mir i Capella, que feia d'amfitrió. A l'estiu a la fresca galeria; i a l'hivern, a la cuina. En un primer moment, "Els set savis de Grècia" es van mostrar contraris al canvi de vinyes, i van discutir al voltant de si buscaven o no un cultiu intensiu alternatiu, d'ametllers o tabac. Finalment van defensar la idea de parar el tractament insecticida i plantar noves vinyes de procedència americana. Aquelles vinyes que van importar van donar al Penedès l'aspecte que ara té. Les primeres es van plantar a les propietats de Marc Mir i Capella, a la plana de Can Guineu.